# 班登英達站
班登英達站是吉隆坡安邦線的其中一個車站，位於班登英達，是安邦線計劃第一期營運的輕快鐵站，於1996年12月16日開幕。本站建造於马来联邦铁道局（FMSR）和马来亚铁道，连接吉隆坡、安邦和沙叻秀地區之廢棄鐵道上，90年代因实达轻快铁（STAR）的落实而在此路基上建造本站。

## 車站概要

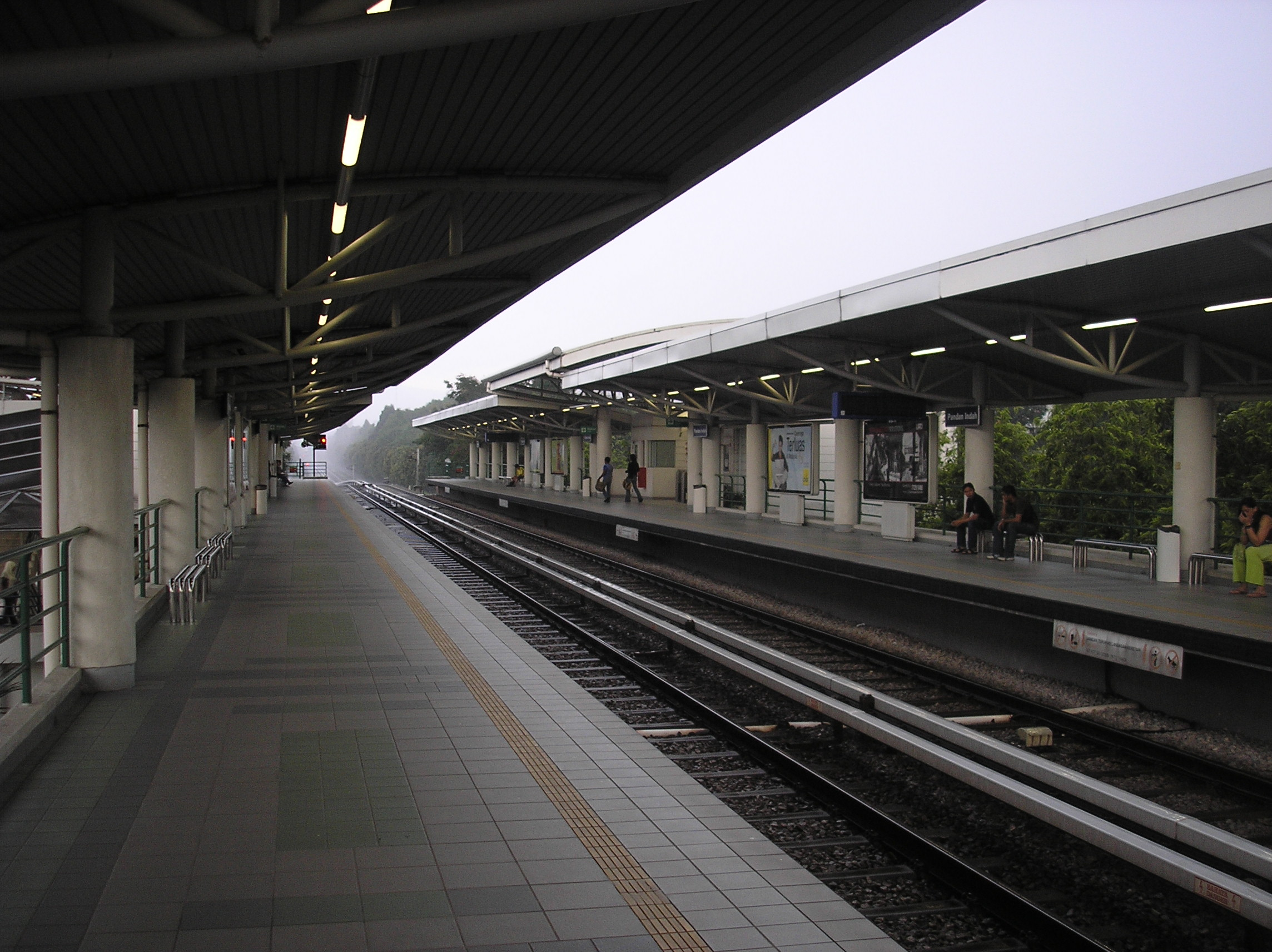
班登英達站月台

車站位在吉隆坡市郊安邦的班登英達（Pandan Indah），車站代碼為 AG15 ，站名取自所在地的名稱，整個車站建筑與隔鄰的克拉容河成平行線。。

## 車站設計
本站為一地面車站，共有兩個側式月台及兩個出入口。車站設有兩個出口，分別通往巴迪花園（Taman Bakti）及班登英達。車站設計如同安邦線其他的車站，建有弧形屋頂且兩側皆由柱子支撐，由於車站的建筑高度較低，無法將售票廳建在底層，所以兩邊的月臺都有各自的售票站，服務站和驗票閘門，通往兩個月台的連通口位在付費區外，因此對於走錯月臺的乘客帶來相當大的不便，直到2011年，國家基建公司才陸續提升車站設備，包括在站內設置升降機、手扶電梯及便利商店。

### 車站樓層
| 一楼 | 車站大廳、詢問處、自動售票機、驗票閘門 | 大廳層 （接1號月台）                                            |
| 一楼 | 侧式月台                               |                                                                 |
| 一楼 | 1號月台:                               | 3 安邦线/4 大城堡线通过 AG11 SP11 陈秀连往往 AG1 SP1 冼都東 (←) |
| 一楼 | 2号站台:                               | 3 安邦线往 AG18 安邦 (→)                                        |
| 一楼 | 侧式月台                               |                                                                 |
| 地面 | 連通層                                 | 出入口、連通道、便利商店、洗手間、祈禱間                        |